# Histoire de la Galice pendant la Seconde Guerre mondiale

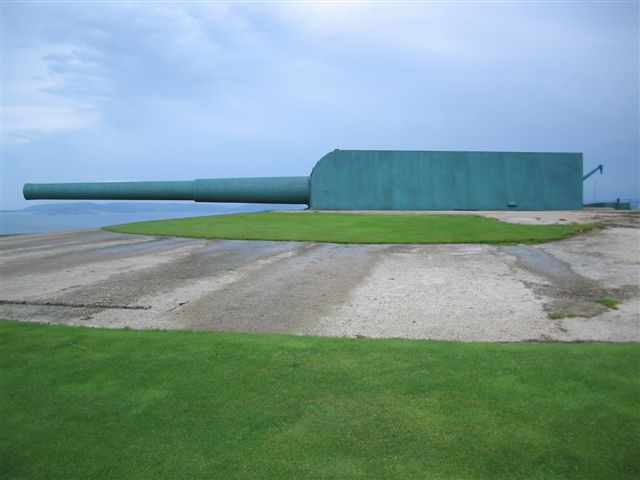
Canon de 381 mm de Monte de San Pedro à La Corogne. Avec une portée de 35 km, il protégeait les ports galiciens de Ferrol et de La Corogne pour le Troisième Reich.

La participation de la Galice à la Seconde Guerre mondiale est marquée par sa situation sur la côte atlantique de l'Espagne. Malgré la neutralité de l'Espagne dans la guerre, le pays est touché en raison de sa situation stratégique. Les mines de tungstène, telles que les mines de San Fins, sont utilisées pour l'industrie de guerre de l'Axe, et l'extraction et le transport du minerai effectués par des sociétés écrans, telles que la Société financière et industrielle (galicien : Sociedade Financeira e Industrial).
Des centaines de Galiciens ont voyagé pour combattre avec les Allemands sur le front de l'Est, dans la division bleue. De l'autre côté, d'anciens combattants républicains ont combattu aux côtés des alliés, nombre d'entre eux ayant été enfermés dans des camps de concentration français.

## Tungstène
Les matières premières sont vitales dans la guerre économique. Le tungstène est l'un de ceux utilisés pour fabriquer des armements. Avant la guerre, les principaux producteurs étaient la Chine (36 %), la Birmanie (17 %) et les États-Unis d'Amérique (11 %). Pendant la guerre, la puissance maritime britannique donne aux puissances alliées l'accès à ces pays, tout en les refusant aux puissances de l'Axe. L'Allemagne a dû chercher des sources en Europe. L'Espagne et le Portugal étaient les seuls producteurs, la Galice représentant près de 70 % des réserves espagnoles. Cela en a fit le centre de la crise de Wolfram (en).
| Année | Quantité (t) | Valeur en millions de pesetas |
| ----- | ------------ | ----------------------------- |
| 1939  | 76           | 0,755                         |
| 1940  | 563          | 6 985                         |
| 1941  | 156          | 3 623                         |
| 1942  | 159          | 18 751                        |
| 1943  | 1396         | 241 054                       |
| 1944  | 2502         | 406 455                       |
| 1945  | 1662         | 246.221                       |

## Faisceau Lorenz

Rayon de portée du signal des Tours Arneiro.

En 1939, les Allemands construisent une antenne de 112 mètres de haut, à Arneiro dans la commune de Cospeito pour échanger les communications de la Kriegsmarine et de la Luftwaffe, dans un rayon de mille milles. La station dispose de deux bâtiments inférieurs et auxiliaires répétitifs.
Elle faisait partie d'un réseau allemand de dix-neuf stations. Les plans de sabotage des Alliés n'ont pas été exécutés, l'Espagne étant considérée comme un pays neutre. Le faisceau Lorenz a également été finalement utilisé par les Britanniques et les Américains,,,,.